# 1927 a jogalkotásban
1927-ben az alábbi jogszabályokat alkották meg:

## Magyarország

### Törvények
- 1927. évi I. törvénycikk  Az állampolgárok kölcsönös törvényes védelme iránt Olaszországgal kötött, 1922. évi április hó 6-án Rómában kelt Egyezmény becikkelyezése tárgyában
- 1927. évi II. törvénycikk Az 1921. évben Genfben tartott Nemzetközi Munkaügyi Egyetemes Értekezlet által a mezőgazdasági munkára alkalmazható gyermekek legkisebb életkora tárgyában tervezet alakjában elfogadott nemzetközi egyezmény becikkelyezéséről
- 1927. évi III. törvénycikk Cég megszünésének a kereskedelmi cégjegyzékbe hivatalból bevezetéséről
- 1927. évi IV. törvénycikk Az örökösödési eljárásról alkotott 1894:XVI. törvénycikk módosításáról
- 1927. évi V. törvénycikk Egyes adók és illetékek mérsékléséről és a pengőértékben való számítással kapcsolatos rendelkezésekről, továbbá az önkormányzati testületek háztartásának hatályosabb ellenőrzéséről
- 1927. évi VI. törvénycikk A m. kir. közigazgatási bíróság hatáskörének az 1921:XXXII. tc. hatálya alá tartozó egyének ellátási- és az említett törvény alapján ellátásban részesülő egyének családi pótlék ügyeire való kiterjesztéséről
- 1927. évi VII. törvénycikk A Trianoni Békeszerződés katonai rendelkezései között foglalt egyes tilalmak és korlátozások végrehajtásáról szóló 1922. évi XI. tc. I. fejezete némely rendelkezéseinek kiegészítéséről és módosításáról
- 1927. évi VIII. törvénycikk  Az Országos Központi Hitelszövetkezet kötvényeinek biztosítására vonatkozó egyes rendelkezések módosításáról és kiegészítéséről
- 1927. évi IX. törvénycikk Belvízi hajók lajstromozásáról és az azokra vonatkozó egyes jogviszonyokról
- 1927. évi X. törvénycikk A biztosítási díj fizetésével kapcsolatos egyes kérdésekről
- 1927. évi XI. törvénycikk Az 1927/1928. évi állami költségvetésről
- 1927. évi XII. törvénycikk A polgári iskoláról
- 1927. évi XIII. törvénycikk A külföldi magyar intézetekről és a magas műveltség célját szolgáló ösztöndíjakról
- 1927. évi XIV. törvénycikk A közszolgálati alkalmazottak gyermekeinek tanulmányi ösztöndíjáról
- 1927. évi XV. törvénycikk Egyes külállamokkal való kereskedelmi és forgalmi viszonyaink rendezéséről
- 1927. évi XVI. törvénycikk A Franciaországgal 1925. évi október hó 13-án kötött és az 1926. évi V. törvénycikkbe iktatott kereskedelmi egyezményhez 1926. évi december hó 18-án kötött pótegyezmény becikkelyezéséről
- 1927. évi XVII. törvénycikk A Csehszlovák Köztársasággal 1927. évi május hó 31-én kötött kereskedelmi szerződés becikkelyezéséről
- 1927. évi XVIII. törvénycikk A Nagybritannia és Irország Egyesült Királysággal 1926. évi július hó 23-án kötött kereskedelmi és hajózási szerződés becikkelyezéséről
- 1927. évi XIX. törvénycikk  A falusi kislakásépítést elősegítő építési hitelekből származó követelések biztosításáról és behajtásáról
- 1927. évi XX. törvénycikk A m. kir. Szabadalmi Felsőbíróság megszüntetése és a kapcsolatos rendelkezések tárgyában
- 1927. évi XXI. törvénycikk A betegségi és baleseti kötelező biztosításról
- 1927. évi XXII. törvénycikk A trianoni békeszerződés egyes gazdasági rendelkezéseivel kapcsolatos belső elszámolásról szóló 1923:XXVIII. törvénycikk rendelkezéseinek kiegészítéséről és módosításáról
- 1927. évi XXIII. törvénycikk A szeszadóra (kincstári részesedésre) és az ásványolajadóra (kincstári részesedésre) vonatkozó törvényes rendelkezések módosításáról, illetve kiegészítéséről
- 1927. évi XXIV. törvénycikk A trianoni békeszerződéssel Magyarországtól átcsatolt területen volt és onnan beköltözött magyar közszolgálati alkalmazottak, nyugdíjasok, özvegyek és árvák ellátásáról
- 1927. évi XXV. törvénycikk  Az apaállatok kötelező vizsgálatáról
- 1927. évi XXVI. törvénycikk A Törökországgal 1926. évi december hó 20-án Angorában kötött kereskedelmi egyezmény becikkelyezéséről
- 1927. évi XXVII. törvénycikk A Törökországgal 1926. évi december hó 20-án Angorában kötött Letelepedési Egyezmény becikkelyezéséről
- 1927. évi XXVIII. törvénycikk Az Olaszországgal 1927. évi április hó 5. napján Rómában kötött barátsági, békéltető eljárási és választott bírósági szerződés becikkelyezéséről
- 1927. évi XXIX. törvénycikk A Spitzbergák tárgyában Párizsban 1920. évi február hó 9. napján kelt Szerződés becikkelyezéséről
- 1927. évi XXX. törvénycikk A trianoni békeszerződés X. részének az elzász-lotharingiaiakra való alkalmazására vonatkozólag a francia Köztársaság kormánya és a magyar kormány közt az 1922. évi július hó 5. napján Budapesten kötött Megállapodás becikkelyezéséről
- 1927. évi XXXI. törvénycikk Március tizenötödikének nemzeti ünneppé nyilvánításáról
- 1927. évi XXXII. törvénycikk Kossuth Lajos örök érdemeinek és emlékének törvénybeiktatásáról
- 1927. évi XXXIII. törvénycikk Az ifjúság védelméről szeszes italok kiszolgáltatása és szórakozó helyek látogatása terén
- 1927. évi XXXIV. törvénycikk A telekkönyvi tulajdon és a tényleges birtoklás között előállott eltérések megszüntetését célzó egyes intézkedésekről
- 1927. évi XXXV. törvénycikk A jelzálogjogról